# Alois Hudec
Alois Hudec (* 12. Juli 1908 in Račice, Mähren; † 23. Januar 1997 in Prag) war ein tschechoslowakischer Turner.
Als Kind war er an Diphtherie erkrankt und hatte in der Folge Lähmungserscheinungen, was ihn zum Turnen brachte. Nach 1923 lebte er in Brünn, arbeitete dort als Dreher und trat 1930 dem Sokol-Turnverband Brünn Nr. 1 bei.
Bei den Turnmeisterschaften in Paris 1931 trat er in allen 14 Disziplinen an und gewann fünf Goldmedaillen. 1934 übersiedelte er nach Prag und arbeitete dort als Bankangestellter.
Hudec nahm an den Olympischen Spielen 1936 in Berlin teil, wo er in mehreren Turndisziplinen antrat. Neben drei vierten Plätzen gewann er an den Ringen die Goldmedaille. In Leni Riefenstahls Olympia-Film Fest der Schönheit ist er kurz als Turner zu sehen.
Bei den Weltmeisterschaften im Geräteturnen errang er an den Ringen 1934 in Budapest die Goldmedaille. Diesen Erfolg konnte er 1938 in Prag wiederholen und gewann zudem Silbermedaillen im Bodenturnen, am Barren und am Reck. Als Turner beendete er seine aktive Karriere 1947, und er war dann im Turnbereich noch als Übungsleiter und als Trainer tätig. So trainierte er während des Zweiten Weltkriegs die spätere Olympiasiegerin Milena Folberová.

## Weblink
- Alois Hudec in der Datenbank von Olympedia.org (englisch)